# Трипс оранжерейний
Трипс оранжерейний (Heliothrips haemorrhoidalis) — вид трипсів родини Thripidae. Є небезпечним шкідником багатьох культурних рослин. В основному, від діяльності трипса страждають оранжереї та теплиці.

## Поширення
Вид досить поширений в тропічних і субтропічних регіонах. Розповсюдився в теплицях та оранжереях в інші регіони світу. В Україні звичайно трапляється на різних оранжерейних і тепличних рослинах, у південній частині поширений в умовах відкритого ґрунту.

## Опис
Імаго має вузьке тіло завдовжки 1—1,5 мм, темнобурого кольору з коричневобурим черевцем і жовтуватими передніми крилами. Яйця білі, прозорі, бобоподібні, завдовжки 0,3 мм. Личинки білі або жовтуваті, з червоними очима, відрізняються від дорослих трипсів меншими розмірами й відсутністю крил.

## Живлення
Це багатоїдний вид, оскільки харчується широким спектром різноманітних фруктів і декоративних рослин. Декоративні рослини, які ці трипси вражають — азалія, кала, хризантема, фуксія, троянда та орхідеї. Також вид вважається шкідником папоротей, пальм і ліан. З фруктів шкодять авокадо, хурмі та ківі. У теплицях найбільших збитків наносить огіркам, баклажанам, помідорам і перцю.
Дорослі особини та личинки різних стадій селяться на листках, а також плодах. Вони висмоктують життєві соки рослин, пошкоджуючи їх. Після діяльності шкідника на зелені з'являється біло-жовтий наліт і чорні точки від екскрементів. Листя починають засихати. Урожай овочевих рослин знижується. Квіти втрачають презентабельний вигляд, оскільки через діяльність шкідника вони деформуються. Крім усього іншого трипси переносять різноманітні захворювання, заражаючи рослини, наприклад, вірус мозаїки огірків.

## Розмноження
H. haemorrhoidalis є партеногенетичними, тому самці оранжерейних трипсів трапляються рідко. Навесні самиці відкладають яйця на зворотну сторону листя, під їхню шкірку. Плодючість однієї самиці становить близько 25 яєць. Яйця розвиваються протягом 30 днів і перетворюються в пронімфу, які потім трансформуються в німфу. На останній стадії розвитку личинка заривається в ґрунт, приблизно на 7 см у глибину, а через тиждень, з землі з'являється імаго. Зимують дорослі комахи в різноманітних залишках рослин і смітті. За один сезон розвивається 4 покоління, а в теплицях ці шкідники можуть розмножуватися протягом усього року.